# 石神井村
石神井村（しゃくじいむら）は東京府に存在した村の一つである。古く石神井郷と呼ばれた地域にほぼ対応しており、江戸時代初期にも同名の村が存在していた。

## 地理
北豊島郡の南西端に位置しており、石神井川とその支流を南北に挟む緩やかな丘陵地である。石神井川の南岸は急斜面であるのに対し、北岸の傾斜は緩やかで川に沿って水田が存在していた。石神井川の水源として三宝寺池があり、またさらに西へ延びる支流の大川（現在はこちらが石神井川の本流）に「関の溜井」（現在の武蔵関公園）があった。南側の丘陵には千川上水が通っている。
現在の東京都練馬区の石神井町、石神井台、上石神井、下石神井、上石神井南町のいわゆる石神井地区、および周辺の三原台、谷原、高野台、南田中、関町北、関町東、関町南、立野町に相当する。

### 大字・小字
旧村が大字となり、それぞれ以下の小字がある。
谷原
東原、千川、西原、西中通、東中通、堀北、南耕地、北耕地、中原、本村、本脇、南郷、東郷、中郷
田中
原、下久保、本村、塚越、上薬師堂、下薬師堂、北薬師堂、下長光寺、上長光寺、東韮久保、上久保
下石神井
向三谷、上久保、原久保、伊保ヶ谷戸、坂下、小中原、和田前、池淵、和田、北原
上石神井
観音山、立野、小関、西村、沼邊、大門
関
甲地蔵裏、川北、溜淵、葛原、三つ塚、須崎、下竹、上竹

## 歴史
石神井川に沿うように各地から旧石器時代の遺物が発掘されており有史以前から活動の盛んな地域であった。特に三宝寺池南岸には旧石器時代から室町時代にまでおよぶ遺跡群が集中しており、古くからの地域拠点であったと考えられる。しかし南北朝時代に豊島氏の支配が及ぶまで、史料上の記録は乏しい。1349年（貞和5年）に石神井郷は豊島氏の支配を受けるが、1368年（応安元年）武蔵平一揆の乱に敗れて関東管領上杉憲顕に所領を没収され、1395年（応永2年）に還補されてこの頃から石神井城が築かれ豊島氏の本拠となったと考えられている。石神井城は1477年（文明9年）長尾景春の乱のさなかに太田道灌に攻められて落城、一帯は上杉氏・後北条氏のもと太田氏の所領となり、その後は徳川氏の領有となる。文禄年間に谷原、田中、石神井、関の4村に分かれ、その後正保年間までに石神井村は上下2村に分かれ、さらに1784年（天明4年）に竹下新田が開墾される。江戸時代を通じて幕府直轄領であり、明治維新後は品川県を経て東京府の所轄となる。
- 明治4年12月5日（1872年1月14日） - 東京府へ編入[4]。新宿口第22区（谷原・田中）、第18区（石神井・関）に属す[5]。
- 1873年（明治6年）3月18日 - 朱引外大小区改正により東京府第8大区7小区（谷原・田中）、8小区（石神井・関）にそれぞれ改称[6][7]。
- 1878年（明治11年）11月2日 - 郡区町村編制法施行により東京府北豊島郡の所属となり、谷原村・田中村、下石神井村、上石神井村・竹下新田・関村の3つの戸長役場が定められた。
- 1889年（明治22年）5月1日 - 同年4月1日の町村制施行に伴う合併（明治の大合併）

上石神井村、下石神井村、谷原村、田中村（田中新田を含む）、関村の5村に加えて上土支田村を合併し東京府北豊島郡石神井村となる。
各村は大字となる。
- 1891年（明治24年）6月15日 - 大字上土支田を分離。

石神井村大字上土支田は大泉村大字上土支田となる。
- 1932年（昭和7年）10月1日 - 板橋区成立。

東京市が隣接5郡（豊多摩郡・北豊島郡・荏原郡・南足立郡・南葛飾郡）82町村を編入。
練馬地区には練馬派出所と石神井派出所が設置されるも、重要な書類は板橋区役所まで行かねばならなかった。
後に、練馬派出所は練馬支所、石神井派出所は石神井出張所へと昇格。
石神井村は7町に分立し、
- 石神井谷原町（旧：谷原村、現：谷原、高野台、富士見台）
- 石神井北田中町：（旧：田中新田、現：三原台）
- 石神井南田中町：（旧：田中村の田中新田を除く、現：南田中）
- 上石神井町：（旧：上石神井村、現：上石神井、石神井台）
- 下石神井町：（旧：下石神井村、現：下石神井、石神井町、上石神井南町）
- 石神井関町：（旧：関村、竹下新田、現：関町北、関町南、関町東）
- 石神井立野町：（旧：上石神井村立野の飛地、現：立野町）

と名付けられる。
- 1943年（昭和18年）7月1日 - 東京都制が施行され、旧石神井村は東京都板橋区に属す。
- 1947年（昭和22年）8月1日 - 練馬区独立。

板橋区から旧1町4村の領域（練馬町・上練馬村・中新井村・石神井村・大泉村）が練馬区として分離独立し、旧石神井村は東京都練馬区に属する事となる。
それに伴い、各町名にある石神井の冠称を取り除く。
- 1980年（昭和55年） - 住居表示が実施され、現在に至る。

## 人口
| \| 1920年（大正9年） \| 6,035人 \| \| \| 1925年（大正14年） \| 7,639人 \| \| \| 1930年（昭和5年） \| 9,839人 \| \| |         |  |
| 総務省統計局 / 国勢調査人口                                                                                        |         |  |
| 1920年（大正9年）                                                                                                  | 6,035人 |  |
| 1925年（大正14年）                                                                                                 | 7,639人 |  |
| 1930年（昭和5年）                                                                                                  | 9,839人 |  |

## 行政
- 石神井村役場 - 大字下石神井1052番地[2]（現・石神井町5丁目13番10号・練馬区白百合福祉作業所の位置）

| 村長       | 就任            | 退任            |            |
| ---------- | --------------- | --------------- | ---------- |
| 豊田勝五郎 | 明治22年6月     | 明治24年6月9日  | 下石神井村 |
| 高橋平蔵   | 明治24年8月25日 | 明治28年8月25日 | 上石神井村 |
| 豊田勝五郎 | 明治28年8月28日 | 明治32年8月28日 |            |
| 田中文五郎 | 明治32年9月8日  | 明治36年9月8日  | 関村       |
| 田中文五郎 | 明治36年9月16日 | 明治38年4月26日 |            |
| 山下仙蔵   | 明治38年5月22日 | 明治40年3月7日  | 下石神井村 |
| 加部清三郎 | 明治40年4月2日  | 明治43年4月9日  | ?          |
| 田中文五郎 | 明治43年6月2日  | 大正5年11月4日  |            |
| 栗原鉚三   | 大正5年11月21日 | 不詳            | 上石神井村 |
| 橋本忠三郎 | 不詳            | 不詳            | 関村       |
| 栗原鉚三   | 不詳            | 昭和7年9月30日  |            |

## 経済
麦、陸稲、大根などの畑作を主とする農村であり、商工業は水利を生かし製粉を行ったり醤油製造を行ったりする程度で盛んではなかった。しかし、鉄道の開通と関東大震災による東京市内からの人口流入、さらに各種学校が開設されたことにより住宅地化が進展した。

## 寺院・神社
- 郷社 氷川神社	- 大字上石神井字大門1904番地、現石神井台1-18-24
- 村社 氷川神社	- 大字谷原字東郷2488番地、現高野台1-16-7
- 村社 天祖神社 - 大字関600番地、下石神井6-1?、現関町北3-34-32
- 無格社 石神井神社 - 大字下石神井字和田1559番地、現石神井町4-14
- 無格社 稲荷神社 - 大字田中字塚越664番地、現南田中5-14
- 無格社 厳島神社 - 大字上石神井字大門、現石神井台1-24
- 三宝寺 - 大字上石神井、現石神井台1-15-6
- 禅定院 - 大字下石神井1034番地、現石神井町5-19-10
- 長命寺 - 大字谷原、現高野台3-10-3
- 道場寺 - 大字下石神井、現石神井台1-16-7
- 本立寺 - 大字関甲369番地、関町北4-16-3

## 教育
- 村立石神井尋常高等小学校（練馬区立石神井小学校）
1874年（明治7年）5月18日に禅定院境内に豊島小学校として開校。1902年（明治35年）3月28日、1879年（明治12年）開校の豊石小学校と統合し石神井尋常高等小学校となる。
- 村立石神井東尋常小学校（練馬区立石神井東小学校）
1878年（明治11年）に長命寺境内に谷田小学校として開校。1902年（明治35年）3月28日、石神井東尋常小学校と改称。
- 村立石神井西尋常小学校（練馬区立石神井西小学校）
1876年（明治9年）に最勝寺境内に豊関小学校として開校。1902年（明治35年）3月28日、石神井西尋常小学校と改称。
- 東京商科大学予科
関東大震災の影響で1924年から1933年まで仮校舎が存在。現在は都営石神井町八丁目アパートや石神井町つつじ保育園がある。
- 東京公教大神学校（日本カトリック神学院）
1929年（昭和4年）に設立。
- 智山中学校・智山専門学校
1929年（昭和4年）に京都より移転。1943年（昭和18年）に大正大学へ併合。跡地には東京外国語学校を経て、現在は早稲田大学高等学院・中学部が存在する。

## 交通

### 鉄道
- 武蔵野鉄道（現西武池袋線）

1915年（大正4年）4月15日 - 武蔵野鉄道開通当時
池袋方面：石神井-練馬-東長崎-池袋
飯能方面：石神井-保谷-東久留米-所沢-小手指-元狭山-豊岡町-仏子-飯能
1932年（昭和7年）10月1日 - 石神井村消滅当時
池袋方面：石神井-貫井-中村橋-練馬-江古田-東長崎-椎名町-上り屋敷-池袋
飯能方面：石神井-東大泉-保谷-田無町-東久留米-清瀬-秋津-所沢-西所沢-三ヶ島村-武蔵藤沢-豊岡町-（黒須貨物）-仏子-元加治-飯能-東飯能-天覧山-高麗-武蔵横手-東吾野-吾野
- 西武鉄道（現西武新宿線）

1927年（昭和2年）4月16日 - 西武鉄道開通当時
高田馬場方面：上石神井 - 上井草 - 井荻 - 下井草 - 鷺ノ宮 - 野方 - 沼袋 - 新井薬師前 - 中井 - 下落合 - 高田馬場
東村山方面：上石神井-武蔵関 - 東保谷 - 西武柳沢 - 田無 - 花小金井 - 小平 - 久米川 - 東村山
1932年（昭和7年）10月1日 - 石神井村消滅当時
高田馬場方面：上石神井 - 上井草 - 井荻 - 下井草 - 鷺ノ宮 - 野方 - 沼袋 - 新井薬師前 - 中井 - 下落合 - 高田馬場
東村山方面：上石神井 - 武蔵関 - 東伏見 - 西武柳沢 - 田無 - 花小金井 - 小平 - 久米川 - 東村山

### 乗合自動車
- 石神井自動車（現国際興業バス）

- 石神井駅前-下屋敷-精進場-三丁目-学校前-牛房新宅-八丁原-辻庚申-帖元-成増駅

- 中野乗合自動車（現関東バス）

- 中野駅北口-石神井線

- 昭和自動車商会（現関東バス）

- 荻窪駅前-関線

### 道路
- 府費支弁道[2]

井荻道、江古田道、關道、田無間道、田無寺道、所澤道、中野道
- 府費補助道

小石道、三寳寺道、志木道、石神井道、新宿道、高野道、谷原橋戸道、四ッ谷道
- 里道

江戸道、御成道、小金井道、白子道、淀橋道

## 名所・旧跡
- 石神井城跡
- 三宝寺池
- 照日塚（姫塚、殿塚）